# Varázsos út
A Varázsos út Gennagyij Szamojlovics Gor orosz író novelláiból összeállított kötet, valamint a címadó novella címe. A magyar fordítás a Kozmosz Fantasztikus Könyvek sorozatban látott napvilágot 1976-ban.
Varázsos út (Волшебная дорога) címen Gennagyij Gornak 1978-ban jelent meg kötete Leningrádban.

## Magyarul
- Varázsos út. Tudományos fantasztikus elbeszélések; ford. Árvay János, G. Lányi Márta, életrajz Kuczka Péter, tan. Bartha Lajos; Kozmosz Könyvek, Bp., 1976 (Kozmosz fantasztikus könyvek)

## Novellák
- Varázsos út
- A teáskanna
- Jones – a nagy színész
- Furcsa história
- Whyte – a művész
- A lift
- Theokritosz kék ablaka
- Minotaurusz
- Bartha Lajos tanulmánya: Álom az időről